# Zgrada, Tomislavov trg 12 (Samobor)
Zgrada na Tomislavovom trgu 12, građevina u mjestu i gradu Samobor, zaštićeno kulturno dobro.

## Opis
Stambeno - poslovni objekt nalazi se na Trgu kralja Tomislava 12 u središtu Samobora. To je ugrađena jednokatnica s dvostrešnim krovištem podignuta oko 1860. Dekoracija glavnog pročelja očituje ranu romantičnu fazu historicizma. Unutrašnje prostorije organizirane su unutar pravokutne tlocrtne osnove. U prizemlju lokala sačuvani su pruski svodovi između segmentnih lukova, dok prostorije stambenog kata imaju drvene grednike ožbukanog podgleda. Posebnu vrijednost čini oblikovanje začelja duž kojeg se protežu dva konzolno istaknuta ganjčeca iznad potoka Gradne. Jedna je od šest reprezentativnih kuća u nizu smještenih na južnoj strani Trga u čiji je ambijent skladno uklopljena.

## Zaštita
Pod oznakom Z-4725 zaveden je kao nepokretno kulturno dobro - pojedinačno, pravna statusa zaštićena kulturnog dobra, klasificirano kao "profalna graditeljska baština".